# STS-30
La STS-30 è una missione spaziale del Programma Space Shuttle.
L'obiettivo principale della missione è stato il lancio della sonda Magellano verso il pianeta Venere.

## Equipaggio
- David M. Walker (2) - Comandante
- Ronald J. Grabe (2) - Pilota
- Norman E. Thagard (3) - Specialista di missione
- Mary L. Cleave (2) - Specialista di missione
- Mark C. Lee (1) - Specialista di missione

Tra parentesi il numero di voli spaziali completati da ogni membro dell'equipaggio, inclusa questa missione.

## Parametri della missione
- Massa:
  - Navetta al lancio: 118441 kg
  - Navetta al rientro: 87296 kg
  - Carico utile: 20833 kg
- Perigeo: 361 km
- Apogeo: 366 km
- Inclinazione orbitale: 28.8°
- Periodo: 1 ora, 31 minuti, 47 secondi

## Galleria d'immagini

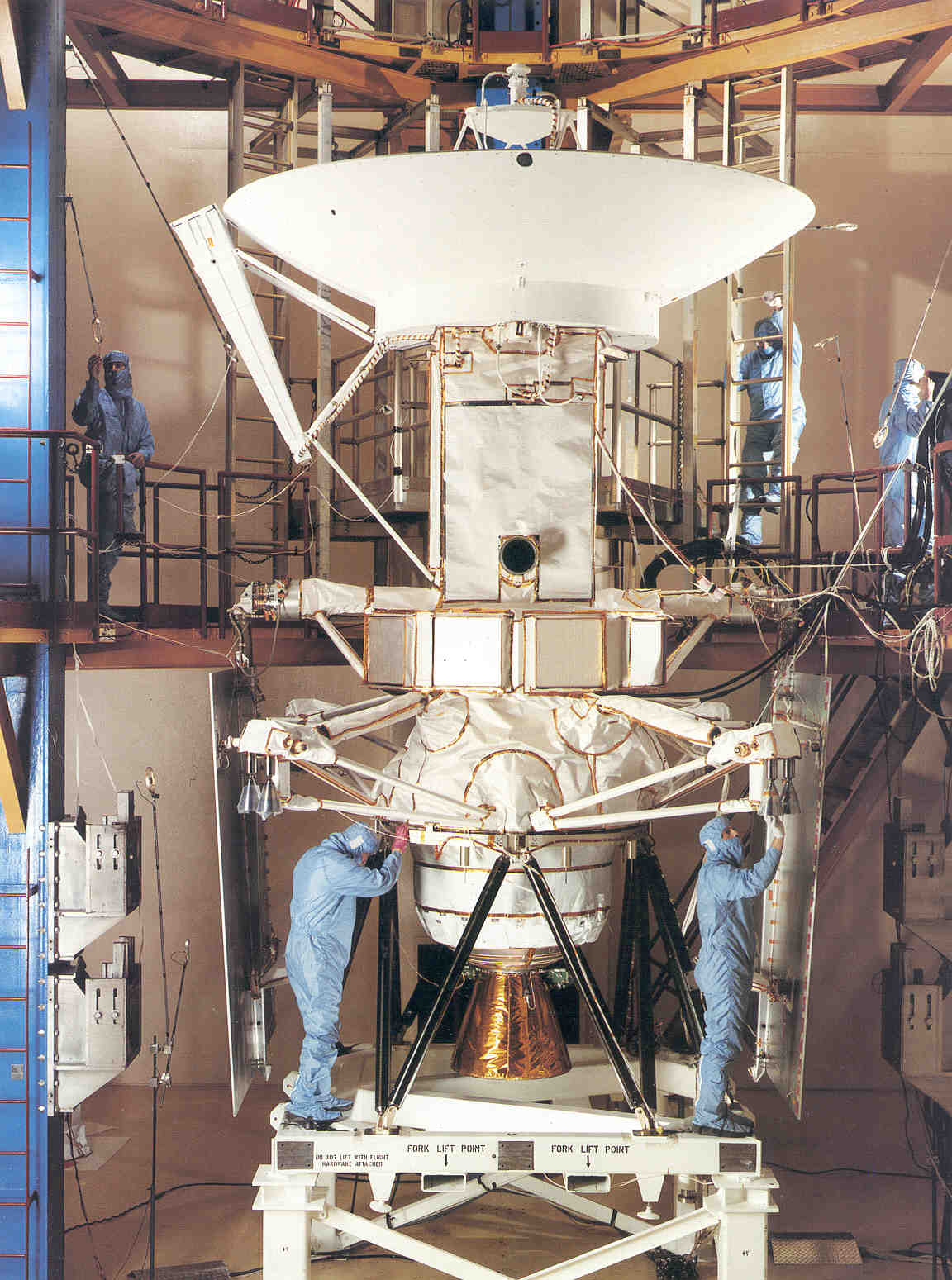
La sonda Magellan collaudata al Kennedy Space Center.
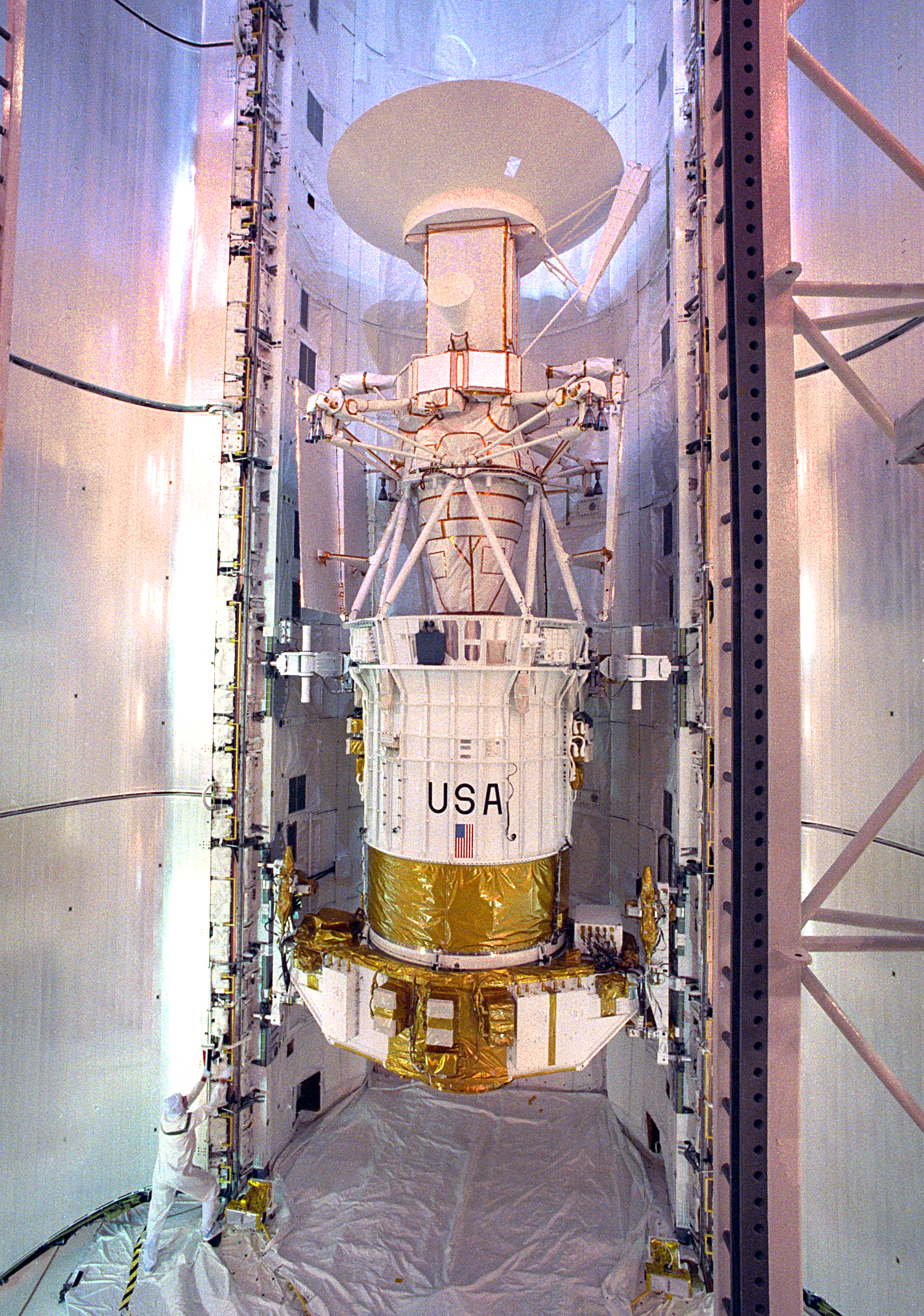
La sonda sull'Atlantis.
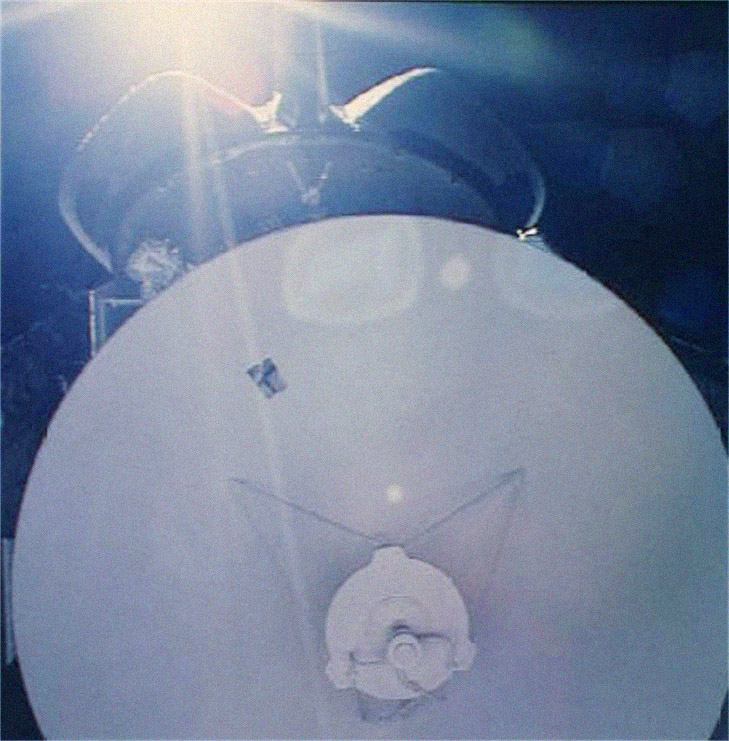
Magellan nella stiva
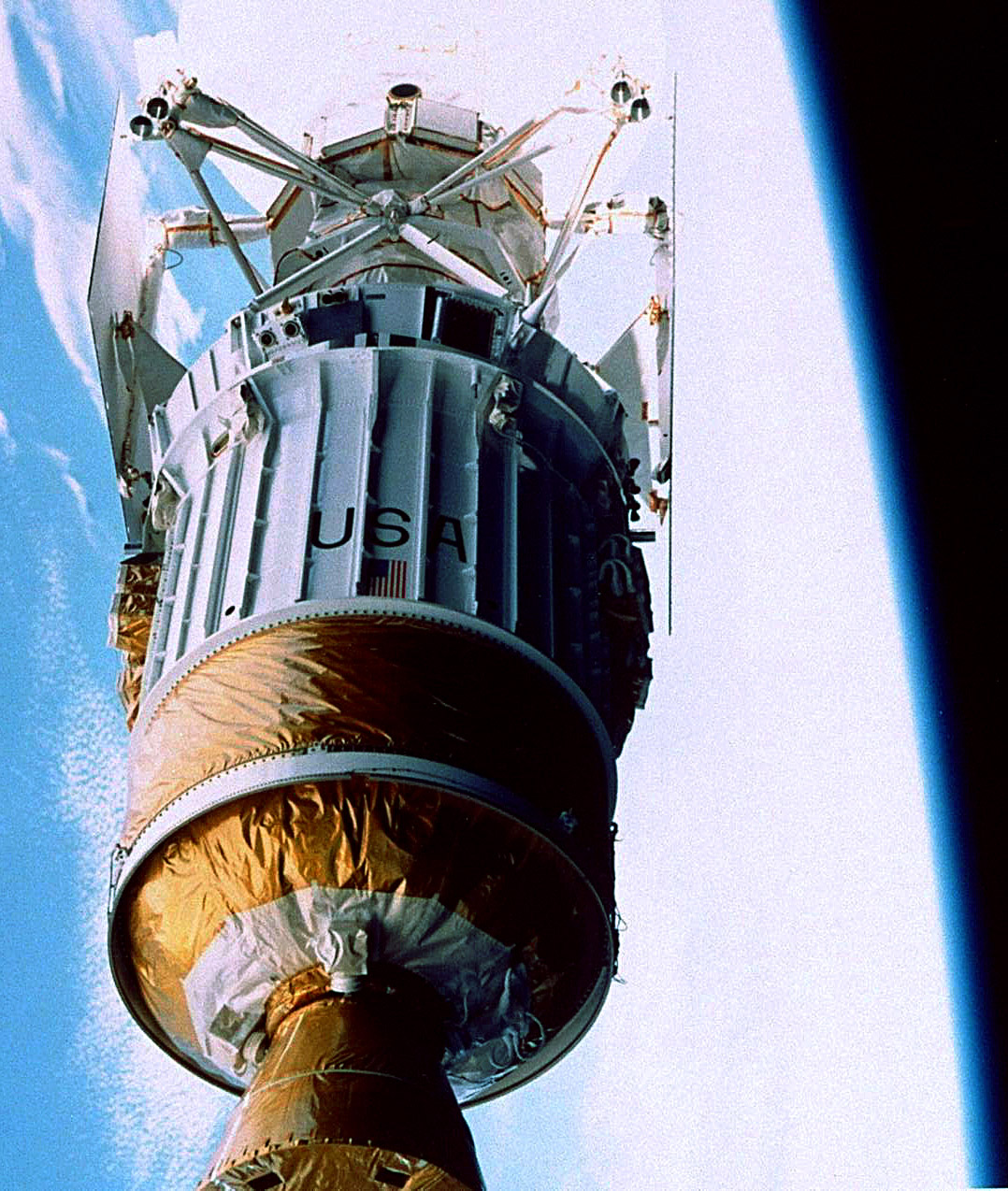
Magellan passa sopra l'Atlantis
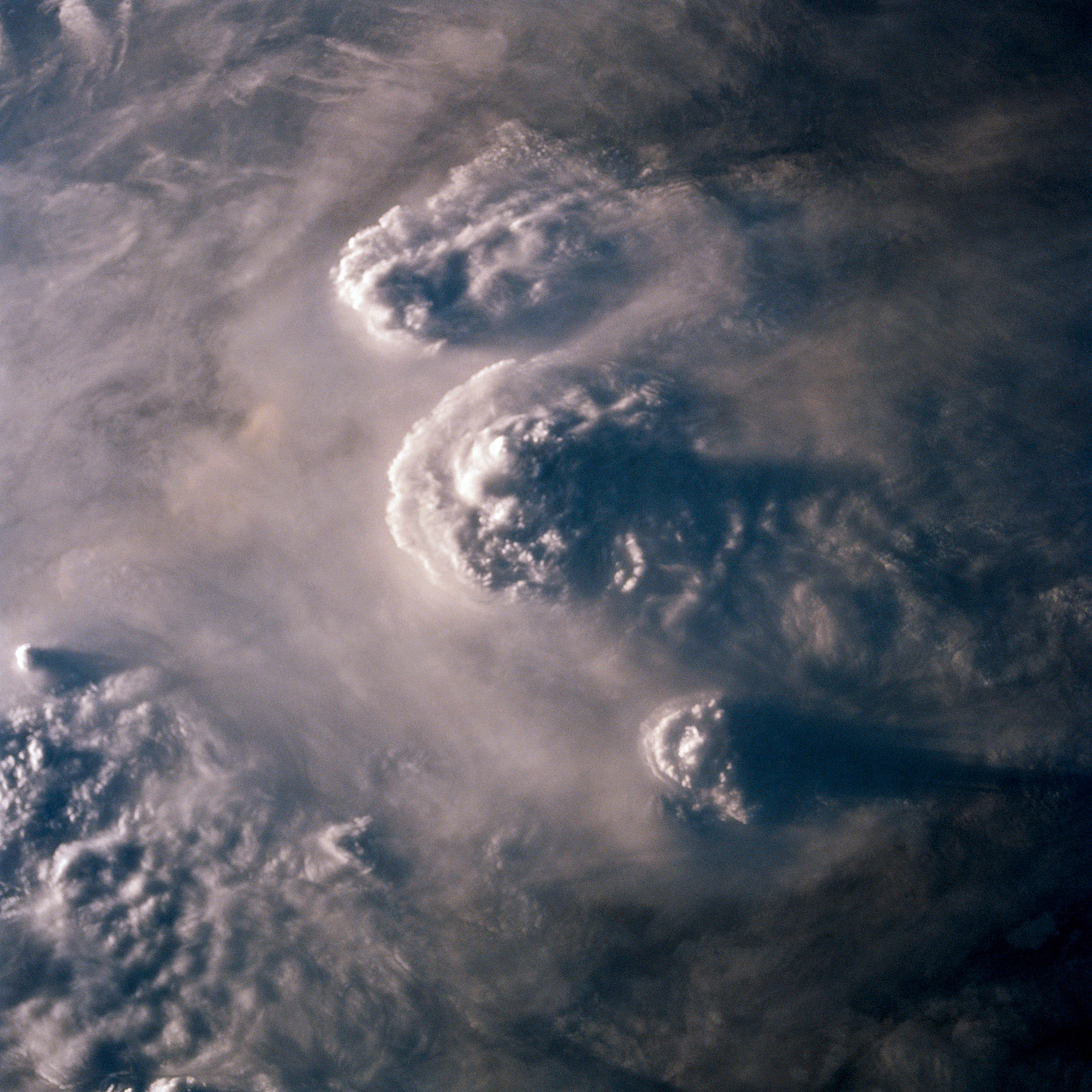
Temporali visti dall'orbita
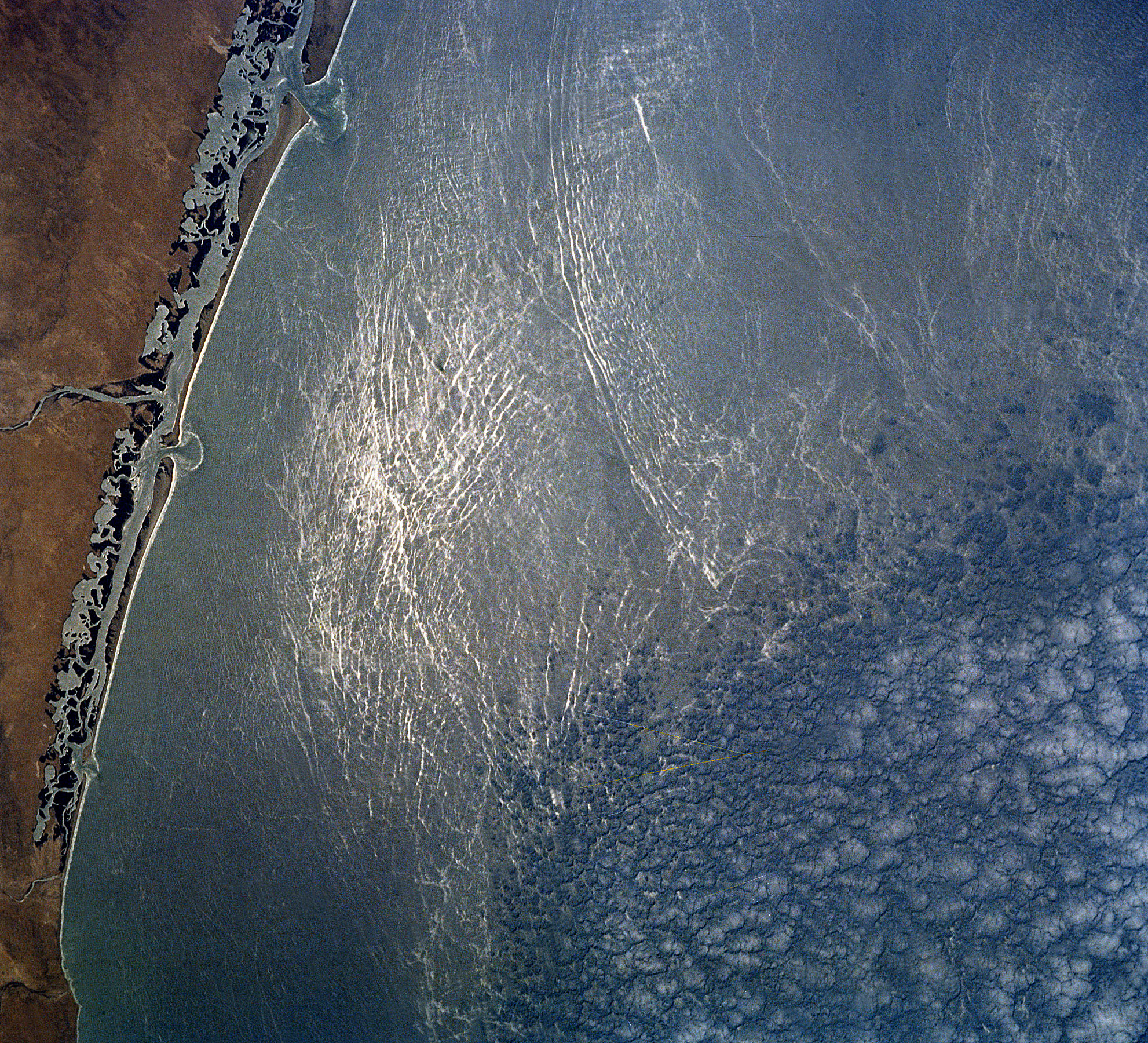
Onde dell'oceano al largo della costa del Messico catturate dall'orbita